# Estrées-Mons
Estrées-Mons és un municipi francès situat al departament del Somme i a la regió dels Alts de França. L'any 2007 tenia 573 habitants.

## Demografia

### Població

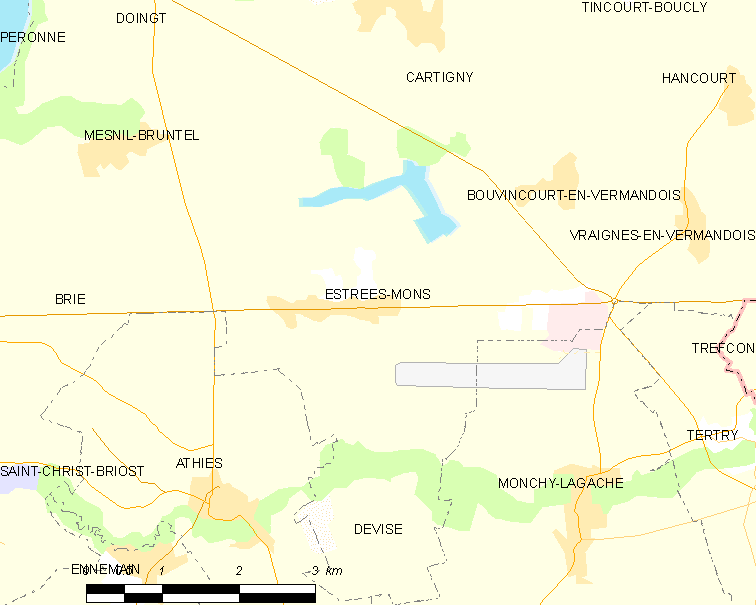

El 2007 la població de fet d'Estrées-Mons era de 573 persones. Hi havia 216 famílies de les quals 43 eren unipersonals (23 homes vivint sols i 20 dones vivint soles), 63 parelles sense fills, 90 parelles amb fills i 20 famílies monoparentals amb fills.
La població ha evolucionat segons el següent gràfic:
Habitants censats

### Habitatges
El 2007 hi havia 233 habitatges, 215 eren l'habitatge principal de la família, 11 eren segones residències i 7 estaven desocupats. 229 eren cases i 3 eren apartaments. Dels 215 habitatges principals, 172 estaven ocupats pels seus propietaris, 40 estaven llogats i ocupats pels llogaters i 3 estaven cedits a títol gratuït; 5 tenien dues cambres, 36 en tenien tres, 59 en tenien quatre i 115 en tenien cinc o més. 158 habitatges disposaven pel capbaix d'una plaça de pàrquing. A 103 habitatges hi havia un automòbil i a 87 n'hi havia dos o més.

### Piràmide de població
La piràmide de població per edats i sexe el 2009 era:
| Homes | Edats   | Dones |
| ----- | ------- | ----- |
| 0     | 95 o +  | 0     |
| 0     | 90 a 94 | 0     |
| 0     | 85 a 89 | 0     |
| 0     | 80 a 84 | 0     |
| 20    | 75 a 79 | 40    |
| 8     | 70 a 74 | 8     |
| 8     | 65 a 69 | 0     |
| 12    | 60 a 64 | 16    |
| 16    | 55 a 59 | 12    |
| 20    | 50 a 54 | 24    |
| 28    | 45 a 49 | 24    |
| 28    | 40 a 44 | 32    |
| 16    | 35 a 39 | 32    |
| 12    | 30 a 34 | 4     |
| 20    | 25 a 29 | 12    |
| 28    | 20 a 24 | 16    |
| 40    | 15 a 19 | 32    |
| 28    | 10 a 14 | 28    |
| 16    | 5 a 9   | 4     |
| 8     | 0 a 4   | 20    |

## Economia
El 2007 la població en edat de treballar era de 377 persones, 267 eren actives i 110 eren inactives. De les 267 persones actives 223 estaven ocupades (130 homes i 93 dones) i 43 estaven aturades (24 homes i 19 dones). De les 110 persones inactives 24 estaven jubilades, 38 estaven estudiant i 48 estaven classificades com a «altres inactius».

### Ingressos
El 2009 a Estrées-Mons hi havia 229 unitats fiscals que integraven 599,5 persones, la mediana anual d'ingressos fiscals per persona era de 15.851 €.

### Activitats econòmiques
Dels 22 establiments que hi havia el 2007, 2 eren d'empreses alimentàries, 1 d'una empresa de fabricació d'altres productes industrials, 4 d'empreses de construcció, 5 d'empreses de comerç i reparació d'automòbils, 1 d'una empresa de transport, 2 d'empreses d'hostatgeria i restauració, 4 d'empreses de serveis, 1 d'una entitat de l'administració pública i 2 d'empreses classificades com a «altres activitats de serveis».
Dels 3 establiments de servei als particulars que hi havia el 2009, 1 era un paleta, 1 guixaire pintor i 1 restaurant.
L'any 2000 a Estrées-Mons hi havia 14 explotacions agrícoles.

## Equipaments sanitaris i escolars
El 2009 hi havia una escola elemental.

## Poblacions més properes
El següent diagrama mostra les poblacions més properes.